# Pegoscapus silvestrii
Pegoscapus silvestrii är en stekelart som först beskrevs av Grandi 1919.  Pegoscapus silvestrii ingår i släktet Pegoscapus och familjen fikonsteklar. Inga underarter finns listade i Catalogue of Life.